# Joseph Abeille
Joseph Abeille (1673 – 1752) è stato un architetto francese, attivo soprattutto in Svizzera.
Originario di una famiglia di nobiltà provenzale, divenne in Francia "ingegnere del re". Progettò il canale di Borgogna e i mercati generali di Nantes.
Introdusse lo stile del classicismo francese in Svizzera: fra le sue opere principali, che risentono l'influsso di Robert de Cotte, vi sono il palazzo Lullin-Saussure a Ginevra (1707) e la facciata sull'Aar della residenza di Beatrice von Wattenwill e Berna (1710). Sempre a Ginevra fu sua la realizzazione della prima macchina idraulica che alimentava le fontane cittadine (1709) e il progetto del Burgerspital (1734-1742).
Suo figlio fu Louis-Paul Abeille.